# Data Archiving and Networked Services
Data Archiving and Networked Services (DANS) is een landelijk expertisecentrum en archiefbewaarplaats voor onderzoeksgegevens.

## Geschiedenis
DANS is opgericht in 2005 door de Koninklijke Nederlandse Akademie van Wetenschappen (KNAW) en de Nederlandse Organisatie voor Wetenschappelijk Onderzoek (NWO). Voorlopers van dit instituut zijn het  sociaal-wetenschappelijk Steinmetzarchief (in 1964 opgericht aan de Universiteit van Amsterdam, in 1972 overgegaan door de KNAW), het  Nederlands Historisch Data Archief (NHDA, opgericht in 1989, eveneens KNAW), het  Wetenschappelijk Statistisch Agentschap (WSA, opgericht in 1994 door NWO), het Nederlands Instituut voor Wetenschappelijke Informatiediensten (opgericht in 1997, KNAW) en het Electronic Depot of the Netherlands’ Archeology (EDNA, opgericht in 2004). DANS is met name gericht op de datainfrastructuur voor de geestes- en sociale wetenschappen. De Technische Universiteit Delft, de Technische Universiteit Eindhoven en de Universiteit Twente hebben in februari 2007 een vergelijkbare federatie 4TU.ResearchData opgericht, waarmee DANS samenwerkt. 

## Diensten en werkzaamheden
DANS is een organisatie die zich richt op het beschikbaar maken van onderzoeksdata voor hergebruik. Met meer dan 300.000 datasets onder beheer en zestig medewerkers draagt DANS bij aan het duurzaam opslaan en delen van data in de wetenschappelijke gemeenschap. 
De kerndiensten omvatten Data Stations, DataverseNL en Data-expertise. 
De missie van DANS is het stimuleren van het hergebruik van data, waardoor onderzoekers en wetenschappers de mogelijkheid krijgen om data in te zetten voor nieuw onderzoek, terwijl gepubliceerd onderzoek controleerbaar en herhaalbaar blijft. De organisatie biedt verschillende diensten aan om dit te faciliteren, waaronder Data Stations en DataverseNL. 
De Data Stations fungeren als domeinspecifieke digitale repositories waar onderzoekers, onderzoeksgroepen en data professionals hun datasets veilig kunnen opslaan. In deze omgeving worden datasets voorzien van uitgebreide metadata, versiebeheer en tools om informatie automatisch in te vullen. Bovendien kunnen datasets worden gekoppeld aan data portals, platforms en specifieke websites, waardoor ze beter vindbaar en herbruikbaar worden voor zowel wetenschappelijke als niet-wetenschappelijke gebruikers, volgens de principes van FAIR (Findable, Accessible, Interoperable, Reusable). Alle gedeponeerde datasets worden gecureerd door het DANS Data Team, wat bijdraagt aan de kwaliteit en betrouwbaarheid van de beschikbare data.
Naast deze repositories biedt DANS ook DataverseNL, een publiek toegankelijk repository dat onderzoekers van aangesloten instituten de mogelijkheid biedt om onderzoeksdata open te deponeren en te delen volgens de FAIR-principes. Dit platform ondersteunt het creëren van aangepaste gebruiksvoorwaarden en beperkingen, en faciliteert toegang op lange termijn en preservering van data.
DANS deelt zijn expertise die is opgebouwd in nationale en Europese projecten met onderzoekers, dataprofessionals, onderzoeksinstellingen, onderzoeksfinanciers en andere archieven door middel van consultancy, trainingen en outreach.